# ناسا 360
ناسا 360 هو بث إذاعي مدته نصف ساعة طورته ناسا بالشراكة مع المعهد الوطني للفضاء. تم عرض البرنامج لأول مرة في أغسطس 2008. وتم بثه على أكثرَ من 450 محطة تلفزيونية في جميع أنحاء الولايات المتحدة، وهو متاح على خطوط الرحلات الجوية.

## الوصف
ناسا 360 هو واحد من أربعة برامج في مجموعة eClips الحائزةِ على جوائز في ناسا من العروض على شبكة الإنترنت المصممة لتشجيع المهن في العلوم والتكنولوجيا والهندسة والرياضيات. ناس المحقق الرئيسي وكلهم من المعهد الوطني للفضاء. يعتبر ناسا 360 في موسمه العاشر أحد البرامج الأكثر تنزيلًا على موقع NASA.gov.
يُظهر ناسا 360 كيف تغيرت ناسا وغيرت الحياة على الأرض من خلال دراسة كيفية استخدام التقنيات التي طُورت من أجل ناسا بدءا من استكشاف الفضاء إلى المنتجات الاستهلاكية اليومية. وتشمل هذه بطاريات ليثيوم أيون، وابتكارات طبية، ومعدات رياضية، وسلامة وفعالية السيارات والطائرات، وأشياء أخرى كثيرة.
يتم التقاط ناسا 360 في مراكز NASA في جميع أنحاء الولايات المتحدة الأمريكية، وكذلك في المواقع الأخرى ذات الصلة في جميع أنحاء العالم. شهد الموسم الخامس إحياء ناسا 360، حيث ضم مضيفين جدد Caleb Kinchlow و Molly McKinney و B-roll والرسوم المتحركة والمقابلات التي أجريت مع باحثين ومهندسين ورواد فضاء من ناسا، وكذلك مع مصادر خارجية ذات خبرة في الموضوعات ذات الصلة.
يتم إنتاج عرض NASA 360 لجمهور يافع من الشباب، ويتم تحقيق ذلك من خلال الأسلوب المصور حيث تستخدم الكمرات المحمولة باليد والتعديلات السريعة والعديد من التحولات والتأثيرات والمرشحات المستخدمة في مرحلة ما بعد الإنتاج. تم إنشاء ناسا 360 في الأصل في عام 2006 من قبل المنتجين Kevin Krigsvold و Michael Bibbo. استضافه جوني ألونسو وجنيفر بوللي خلال عام 2012. حيث تم إنتاج 23 حلقة خلال هذه الفترة.

## عبر الإنترنت
بالإضافة إلى الوصول إلى ملايين مشاهدي البث التقليدي على أكثر من 450 محطة في الولايات المتحدة، بما في ذلك كل الأسواق الرئيسية، تتمتع NASA 360 أيضًا بحضور قوي على الإنترنت، بما في ذلك أكثر من 5.4 مليون معجب بفيسبوك. كما أنه متاح في العديد من المنافذ، بما في ذلك Hulu.com و  iTunes و YouTube و Guide Miro و  AOL Video و  Red Orbit و  و Truveo.
ناسا 360 هو متاح أيضا على Hulu.com. لدى هولو مع هولو بلس 29 مليون مشاهد فريد كل شهر.
إن ناسا 360 عضو نشط في مجتمعات التواصل الاجتماعي على Twitter و Facebook مع أكثر من 103,000 من متابعي وشبكات التواصل الاجتماعي.
ويبلغ عدد مشاهدات معرض صور "Backstage" التابع لناسا 360  حوالي 5000 مشاهدة كل أسبوع.

## الجوائز والإنجازات
فازت ناسا 360 بجائزة Capital Chesapeake Bay Emmy Award في 15 يونيو 2013 عن برنامج "NASA 360: Robots، Rocks & Rovers."  وحصلت نفس الحلقة، التي تسلط الضوء على NASAs Sample Return Robot Centennial Challenge، على جائزتي Telly 2013. في فئات الحكومة والتعليم والتوعية العامة. في يونيو 2011، تم ترشيح المخرج والمحرر السابق مايكل بيبو في فئة تحرير الكاميرا الفردية لجوائز National Daytime Emmy Awards.
```
فازت ناسا 360 بالعديد من الجوائز الأخرى، بما في ذلك أربعة (4) جوائز Communicator (التواصل) للبرامج الشاملة والتحرير، وجائزتين (2) Omni للبرنامج الشامل والتحرير، وجائزتين (2) Davey للبرنامج الشامل والتحرير، وجائزتي Marcom، وجائزتان من Ava، 
[
20
]
 بالإضافة إلى جائزتي مصور فيديو (2)، وأربع جوائز إضافية (4) جوائز Telly (بما في ذلك جائزة Telly Anniversary Telly Award عن البرنامج الشامل والتحرير الشامل) (2)، وجائزتان (2) EMPIXX.
[
21
]
```

في عام 2010 فاز المخرج السابق مايكل بيبو والمشغل الأول للكاميرا والمشغل الثاني للكاميرا، والآن هو منتج، توم شورتريدج بالجائزة الثانية عن مصور الفيديو التابع لناسا في السنة في فئة الإنتاج. في 6 يونيو 2009، فازت ناسا 360 بجائزة إيمي لتحرير البرامج غير الإخبارية من فرع خليج العاصمة الوطنية تشيسابيك التابع للأكاديمية الوطنية للفنون والعلوم التلفزيونية، والتي تضم 29 منفذًا إعلاميًا في واشنطن العاصمة وفرجينيا وميريلاند. مؤخراً تم عقد شراكة بين ناسا 360 و AMP International لبث برامج على خطوط الطيران وخطوط الرحلات البحرية في جميع أنحاء العالم. منها الخطوط الجوية السنغافورية، الخطوط الجوية الأمريكية، والفلبين للطيران، حيث تطلق ناسا 360 كخيار ترفيهي على متن الطائرة.
اعتبارا من مايو 2013، تم تنزيل البرنامج ما يقرب من 14 مليون مرة  من بوابة ناسا.

## وصلات خارجية
- ناسا 360 على موقع IMDb (الإنجليزية)
- ناسا 360 على موقع قاعدة بيانات الفيلم (الإنجليزية)
- NASA 360 website
- NASA 360  في قاعدة بيانات الأفلام على الإنترنت (بالإنجليزية)